# 张妙阳
张妙阳，新加坡华人，配音员及播音员。祖籍福建龙岩，出生于新加坡，现居香港。曾赴法国三年学习法语。是凤凰卫视台声兼播音指导、香港语言艺术协会会长、中华人民共和国普通话水平测试一级甲等得主。他曾在20世纪80年代以“林伟”的播音名在良友、益友两家电台（均属远东广播公司）主持过节目。后曾于1991年起担任卫星电视有限公司（今迪士尼传媒集团（亚太））所属卫视中文台、卫视电影台、卫视音乐台、卫视体育台、国家地理频道等多个电视频道的频道宣传片配音员，當時衛視中文台等卫视系列频道各節目的頻道形象短片固定使用張妙陽的旁白「這裡是衛星電視，您正在收看的是中文台」等台呼口号。自凤凰卫视成立以来，一直作为凤凰卫视宣传片指定配音师。此外，张妙阳还为大量的电视广告和电视剧配音。

## 生平
张妙阳出生于新加坡。他在幼少时期就对声音特别敏感，喜欢唱歌、拉二胡与马头琴，听古典音乐。
20世纪60至70年代期间，张妙阳到新加坡第三广播网（今新传媒所属958城市频道）工作，负责少儿节目和新闻节目的播音。
1985年，张妙阳到香港工作，并以“林伟”的播音名在远东广播公司所属良友电台和益友电台负责播音工作。
1991年，正在准备创办卫星电视（STAR TV）的和记黄埔公司董事长李泽楷，看中了张妙阳的声音，认为张妙阳非常适合担任卫视中文台的台声。张妙阳随后任职于卫星电视有限公司（STAR TV），并担任卫星电视所属中文台、音乐台、电影台、体育台等多个频道的台声。
1996年3月31日，卫视中文台被分拆为对亚洲全境播出的凤凰卫视中文台和对台湾播出的卫视中文台。凤凰卫视的时任董事长刘长乐也同样看中了张妙阳的声音，决定将张妙阳留任。此后，张妙阳一直负责凤凰卫视中文台台声至今。张妙阳担任凤凰卫视台声后，其独特的播音风格给中国大陆的普通话频道台声领域带来了深远的影响。